# Linia kolejowa Węgorzewo – Gołdap
Linia kolejowa Węgorzewo – Gołdap – zlikwidowana normalnotorowa linia kolejowa łącząca stację Węgorzewo ze stacją Gołdap.

## Historia
Linia została otwarta w 15 sierpnia 1899 roku. Rozstaw szyn wynosił 1435 mm, a jej długość 49,9 kilometra. W 1945 roku linia kolejowa została zlikwidowana. Po 1945 roku została przeznaczona do polnych dróg, ścieżek, itd. 